# Нефректомія
Нефректомія — хірургічна операція з видалення нирки.

## Історія
Першу успішну нефректомію виконав німецький хірург Густав Симон (англ. Gustav Simon) 2 серпня 1869 року в Гейдельберзі. Симон практикував операцію заздалегідь в експериментах на тваринах. Він довів, що однієї здорової нирки може бути достатньо для виділення сечі у людей. Однак ефективність операції у людей була вкрай низька ( 2 з 10 прооперованих пацієнти вижили).

## Класифікація
За доступом:
- Відкрита
- Лапароскопічна (закрита)

За об'ємом видалення тканини нирки:
- часткова
- повна
- радикальна

В онкоурології також існує поняття паліативної нефректомії.

## Покази
- злоякісні пухлини (нирки, наднирників, оточуючих тканин)
- метастази пухлини розміром понад 7 см
- патологія закладки і формування органу в ембріональному періоді
- гідронефроз
- полікістоз
- нефросклероз
- масивні пошкодження нирки, без можливості відновлення функції
- пізні та тяжкі стадії запальних (гнійних) захворювань паренхіми (вражають більше 80% паренхіми)
- нефрогенна гіпертонія
- сечокам'яна хвороба, ускладнена нагноєнням
- стеноз ниркової артерії
- якщо відкриту резекцію нирки з певних причин технічно виконати неможливо
- ниркова недостатність
- видалення здорової донорської нирки для подальшої трансплантації

## Протипокази
- відсутність однієї з нирок
- важке ураження другої нирки захворюванням, що порушують нормальне функціонування органу
- при прийомі антикоагулянтів (наприклад, аспірин, варфарин), операція проводиться мінімум через 10 днів після відміни препарату
- загальний важкий стан пацієнта
- важка поліорганна сопутня патологія

### До лапароскопічної нефректомії
- порушення роботи системи згортання крові
- при інфекційних захворюваннях
- пізні терміни вагітності
- при гострій глаукомі
- конгломерат тканин, який унеможливлює адекватний хірургічний доступ до нирки та її ніжки
- гострі запальні процеси

## Хід операції

### Орієнтовні етапи відкритої нефректомії
- Оперативний доступ
- Виділення нирки з навколишніх тканин
- Іммобілізація судинної ніжки: мобілізують судинну ніжку, на яку накладають кетгутові лігатури. Судинну ніжку перев'язують ближче до магістральних судинах. Вище (центральніше) накладають лігатури на ніжку затискачем Федорова, після чого судинну ніжку перетинають.
- Іммобілізація сечовода: сечовід перев'язують у верхній його третині і перетинають між двома лігатурами. Судинну ніжку центральніше накладеного на неї затискача додатково прошивають і перев'язують кетгутом
- Виведення органу з тіла. Контроль на гемостаз. Дренування
- Пошарове зашивання

### Орієнтовні етапи лапарскопічної лівобічної нефректомії
- Оперативний доступ. Інсуфляція газу і введення троакарів
- Відведення низхідної ободової кишки / мобілізація селезінки
- Виділення ниркових воріт
- Виділення сечоводу
- Виділення верхнього полюсу нирки
- Мобілізація нирки з задньої і бічних сторін
- Підготовка до вилучення нирки
- Перетин сечоводу
- Приміщення нирки в мішок для екстракції
- Перетинання ниркових судин
- Витяг нирки
- Огляд ниркового ложа / закриття рани

При великих склеротичних перинефритах та паранефритах, піонефрозі, коли неможливо виділити нирку з навколишніх тканин, застосовують субкапсулярну нефректомію (за Федоровим). При цій операції, після доступу, розсікають склерозовану паранефральну клітковину і разом з нею фіброзну капсулу никрки, декапсулюючи її. Спереду і ззаду воріт роблять півмісяцеві розрізи крізь відшаровану від ниркової паренхіми
фіброзну капсулу і спаяну з нею склерозовану приниркову жирову клітковину. Через ці розрізи вдається мобілізувати і перев'язати ниркову судинну ніжку.
При папілярних пухлинах ниркової миски разом з нефректомією завжди слід провести уретеректомію з резекцією сечового міхура відповідно розташуванню сечовідного гирла з тієї ж сторони. Загалом, операцію проводять з двох доступів (розрізів черевної стінки): поперекового — нефректомію та пахово-клубового — уретеректомію з резекцією сечового міхура.

## Імовірні ускладнення
Як при будь-якому оперативному втручанні, завше є певний ризик виникнення післопераційних ускладнень. При нефректомії найчастіше зустрічаються такі:
- кровотеча — зазвичай крововтрата при нефректомії становить близько 100 мл або навіть менше і тільки 2 % прооперованих пацієнтів потребують переливання крові
- інфекція — для запобігання виникненню інфекційних ускладнень перед операцією і після вводиться антибактеріальний препарат широкого спектра дії, що зводить ризик виникнення цього ускладнення до мінімуму
- тромбоз судин
- післяопераційна грижа — також, як і пошкодження органів, зустрічаються рідко, в зв'язку з тим, що отвори після лапароскопічних операцій маленьких розмірів
- конверсія (перехід у відкриту операцію) — зустрічається при неможливості виконати лапароскопічне втручання через венеричні захворювання або кровотечі
- ризик розвитку ниркової недостатності у пацієнтів зі зниженою функцією або захворюванням нирки, що залишилась
- пошкодження сусідніх органів — вкрай рідко зустрічається ускладнення, уникнути його допомагає в кілька разів збільшений огляд операційного поля